# Albatana
Albatana község Spanyolországban, Albacete tartományban. Lakosainak száma 663 fő (2024).

## Földrajza
Albatana Hellín, Ontur, Tobarra és Jumilla községekkel határos.

## Népesség
A település lakosságának változását az alábbi diagram mutatja:
| Lakosok száma | 875  | 854  | 849  | 810  | 794  | 748  | 714  | 692  | 681  | 663  |
|               | 2001 | 2004 | 2006 | 2009 | 2011 | 2014 | 2016 | 2019 | 2021 | 2024 |